# Lisa’s Date with Density
«Lisa's Date with Density» (с англ. — «Лиза встречает свою судьбу») — седьмой эпизод восьмого сезона мультсериала «Симпсоны». Впервые вышел в эфир 15 декабря 1996 года.

## Сюжет
Только Директор Скиннер собрался пообедать, как тут в кабинет врывается Суперинтендант Чалмерс. Скиннер думает, что тот опять чем-то недоволен, но тот просто хочет похвастаться новым автомобилем Honda Accord, у которой уже украли эмблему. Она обнаруживается в шкафчике у Нельсона. Нельсона оставляют помогать Садовнику Вилли, но в основном Нельсон разыгрывает садовника. Наблюдая за всем этим, Лиза невольно влюбляется в хулигана. Тем временем Гомер находит в мусорке телефон для розыгрышей и начинает звонить всем жителям Спрингфилда с целью добыть денег.
Чуть позже Лиза понимает, что Нельсон-хулиган ей не очень нравится, и она решает его изменить. Она одевает его в приличный костюм, и они становятся друзьями. Но хулиганы-приятели Нельсона прерывают их свидание и предлагают Нельсону забросать дом Скиннера гнилыми гамбургерами. Сначала Нельсон отказывается идти с хулиганами, но потом тайком приходит к ним и тоже забрасывает дом Скиннера.
Тогда Скиннер вызывает полицию, и Нельсон убегает к Симпсонам. Там он врёт Лизе, что не хулиганил, и Лиза прячет его у себя в комнате. Шеф Виггам находит в прихожей телефон для розыгрышей, обстреливает его из пистолета и даёт Гомеру повестку в суд за мошенничество.
Позже Нельсон с Лизой наблюдают в телескоп за тем, как Скиннер отмывает свой дом. Нельсон случайно проговаривается о «сюрпризе для Скиннера» от Нельсона. Лиза понимает, что Нельсон — всё тот же хулиган, и расстается с ним на радость Милхаусу.
В конце концов, наказание Гомера обошлось тем, что ему надо всего лишь перезвонить всем, кого он обманул, и извиниться. Но Гомер и на этом решил поспекулировать…